# Isode Limited
Az Isode Limited egy szoftvercég Nagy-Britanniában, amely az LDAP és X.500 protokollra épülő címtár-szolgáltatás, valamint SMTP, IMAP, POP3, XMPP és X.400 alapú üzenetküldő szoftverek fejlesztésével és értékesítésével foglalkozik.

## Történelem
Az Isode-ot 1992-ben alapították, eredetileg nonprofit szervezetként, ISODE Consortium néven, amely Internet és X.400 alapú üzenetküldő, valamint LDAP és X.500 alapú címtár-szerverek fejlesztésével foglalkozott. 1996-ban alakult üzleti vállalkozássá Isode Limited néven. 1999-ben egyesült az Execmail-lel Messaging Direct néven, amelyet 2001-ben a Transaction Systems Architects (későbbi nevén ACI Worldwide) vásárolt fel. Az Isode 2002. november 1-jén alakult meg újra önálló cégként.

## Személyzet
A cég jelenleg 25 embert foglalkoztat, vezérigazgatója Steve Kille, aki 1992-ben megalapította az Isode Consortium-ot. Steve Kille, Tim Howes és Wengyik Yeong voltak az eredeti LDAP protokoll kidolgozói 1993 körül.

## Termékek
Az Isode-nak 4 fő termékvonala van:
1. Címtár szerverek.
2. SMTP, IMAP, POP3 protokoll alapú üzenetküldő szerverek.
3. XMPP protokoll alapú azonnali üzenetküldés.
4. Címtár és üzenetküldési API-k.

### Címtár szerverek
- M-Vault (LDAP és X.500 kompatibilis címtár szerver).

### Üzenetküldő szerverek
- M-Switch SMTP (SMTP protokoll alapú e-mail szoftver).
- M-Switch X.400 (X.400 protokoll alapú e-mail szoftver).
- M-Box (IMAP és POP3 protokoll alapú e-mail-szerver).
- M-Store (X.400 protokoll alapú üzenet tárolás).

### Azonnali üzenetküldés
- M-Link (XMPP alapú azonnali üzenetküldő szerver).

### API-k
Az Isode 3 API-t szolgáltat:
1. Címtár kliens API az alkalmazások számára a címtár eléréséhez, autentikáció végrehajtásához és konfigurációs információk lekéréséhez.
2. X.400 kliens API, X.400 protokollt használó kliens alkalmazások számára.
3. X.400 gateway API, X.400 alapú üzenetküldési szolgáltatások integrálására.

## Isode és az IETF
Az Isode a kezdetektől együttműködött az IETF-fel, az alkalmazottai számos RFC (LDAP, X.500, IMAP) kidolgozásában részt vettek a cég segítségével.

## Külső hivatkozások
- Isode Limited - Main Website